# 鹿児島新幹線運輸センター
鹿児島新幹線運輸センター（かごしましんかんせんうんゆセンター）は、かつて鹿児島県鹿児島市武にあった九州旅客鉄道（JR九州）新幹線鉄道事業部の運転士と車掌が所属していた乗務員区所である。
2004年（平成16年）に九州新幹線が新八代 - 鹿児島中央間で部分開業した際は、運転士・車掌はここで到着・出場点呼を受けていた。2011年（平成23年）3月12日に博多 - 新八代間の開通により全線開業してからは、のちに設立された博多新幹線乗務所に統合され、当センターは廃止となった。

## 乗務範囲
- 九州新幹線：鹿児島中央 - 新八代 - 博多間

## 歴史
- 2003年（平成15年）12月1日 - 鹿児島新幹線運輸センターとして発足[1]。
- 2011年（平成23年） - 全線開業に伴い博多新幹線乗務所に統合され廃止。